# Gold Dust Woman
Gold Dust Woman – utwór zespołu Fleetwood Mac z płyty Rumours wydanej w 1977.
Piosenka została napisana przez wokalistkę Stevie Nicks, a jej tekst mówi o uzależnieniu artystki od kokainy. Utwór jest uznawany za jedną z najlepszych piosenek zespołu.

## Inne wersje
Powstało kilka innych wersji utworu:
- Amerykański żeński zespół grunge'owy Hole wydał "Gold Dust Woman" na singlu w 1996.
- Kalifornijska piosenkarka Julia Holter utworzyła swoją interpretację w 2012[2].
- Amerykańska grupa rockowa Halestorm opublikowała swoją wersję w 2013 roku.

## Miejsca na listach przebojów

### Hole
| Rok  | Singel            | Lista              | Pozycja |
| ---- | ----------------- | ------------------ | ------- |
| 1996 | "Gold Dust Woman" | Modern Rock Tracks | #31     |